# Hallgrímur Pétursson
Hallgrímur Pétursson (ur. 1614 w Hólarze lub Gröf koło Hólaru, zm. 27 października 1674 w Ferstikla) – islandzki duchowny luterański i jeden z najwybitniejszych islandzkich poetów religijnych. Był także znaczącym wydawcą i tłumaczem religijnych psalmów i hymnów. Do jego największych osiągnięć należą Hymny pasyjne (1659). Prywatnie poślubił Gudridur Símonardóttir, która wcześniej urodziła mu dziecko. Pod koniec życia chorował na trąd.  Jego imieniem nazwano kościół Hallgrímskirkja (dosł. "kościół Hallgrímura"), najwyższy budynek w Reykjavíku (74,5 m).